# Izrael na Letnich Igrzyskach Olimpijskich 1992
Izrael na Letnich Igrzyskach Olimpijskich 1992 reprezentowało 30 zawodników: 25 mężczyzn i pięć kobiet. Był to 10 start reprezentacji Izraela na letnich igrzyskach olimpijskich. Ja’el Arad, Shay-Oren Smadga zdobyli pierwsze medale (brązowe) olimpijskie dla reprezentacji Izraela.

## Zdobyte medale
| Medal  | Zawodnik         | Dyscyplina | Konkurencja            | Rezultat                                             |
| ------ | ---------------- | ---------- | ---------------------- | ---------------------------------------------------- |
| Srebro | Ja’el Arad       | Judo       | waga do 61 kg kobiet   | w finale przegrała z Francuzką Cathérine Fleury      |
| Brąz   | Shay-Oren Smadga | Judo       | waga do 71 kg mężczyzn | w walce o brązowy medal pokonał Niemca Stefana Dotta |

## Skład kadry

### Gimnastyka
Mężczyźni
- Ron Kaplan

wielobój indywidualnie – 65. miejsce,
ćwiczenia wolne – 36. miejsce,
skok przez konia – 60. miejsce,
ćwiczenia na poręczach – 71. miejsce,
ćwiczenia na drążku – 86. miejsce,
ćwiczenia na kółkach – 47. miejsce,
ćwiczenia na koniu z łękami – 63. miejsce,

### Judo
Kobiety
- Ja’el Arad waga do 61 kg – 2. miejsce,

Mężczyźni
- Amit Lang waga do 60 kg – 13. miejsce,
- Shay-Oren Smadga waga do 71 kg – 3. miejsce,
- Simon Magalashvili waga do 95 kg – 21. miejsce,

### Lekkoatletyka
Mężczyźni
- Aleksey Bazarov – bieg na 400 m przez płotki – odpadł w eliminacjach,
- Danny Krasnov – skok o tyczce – 8. miejsce,
- Rogel Nachum – trójskok – 24. miejsce,
- Vadim Bavikin – rzut oszczepem – 24. miejsce,

### Pływanie
Kobiety
- Keren Regal

50 m stylem dowolnym – 41. miejsce,
200 m stylem zmiennym – 37. miejsce,
400 m stylem zmiennym – 29. miejsce,
- Timea Toth

100 m stylem motylkowym – 29. miejsce,
200 m stylem motylkowym – 20. miejsce,
Mężczyźni
- Jo’aw Bruck

50 m stylem dowolnym – 32. miejsce,
100 m stylem dowolnym – 31. miejsce,
- Eran Groumi

100 m stylem grzbietowym – 28. miejsce,
200 m stylem grzbietowym – 37. miejsce,
100 m stylem motylkowym – 20. miejsce,

### Podnoszenie ciężarów
Mężczyźni
- Reuven Hadinatov – waga do 60 kg – 15. miejsce,
- Oleg Sadikov – waga do 75 kg – 10. miejsce,
- Andrei Denisov – waga do 100 kg – 6. miejsce,

### Strzelectwo
Kobiety
- Jelena Tripolski

pistolet pneumatyczny 10 m – 37. miejsce,
pistolet sportowy 25 m – 21. miejsce,
Mężczyźni
- Menachem Ilan

karabin małokalibrowy, trzy pozycje 50 m – 41. miejsce,
karabin małokalibrowy, leżąc 50 m – 39. miejsce,
- Eduard Elyav – ruchoma tarcza 10 m – 15. miejsce,

### Szermierka
Kobiety'
- Lidia Hatu’el-Cukerman – floret indywidualnie – 23. miejsce,

### Tenis ziemny
Mężczyźni
- Gilad Blum – gra pojedyncza – 17. miejsce,

### Zapasy
Mężczyźni
- Nik Zagranitchni – styl klasyczny waga do 48 kg – odpadł w eliminacjach,
- Alexander Davidovich – styl klasyczny waga do 62 kg – odpadł w eliminacjach,
- Matvai Baranov – styl klasyczny waga do 68 kg – odpadł w eliminacjach,
- Max Geller – styl wolny waga do 68 kg – odpadł w eliminacjach,

### Żeglarstwo
- Amit Inbar – windsurfing mężczyźni – 8. miejsce,
- Erez Shemesh, Shai Bachar – klasa 470 mężczyźni – 9. miejsce,
- Eldad Amir, Yoel Sela – klasa Latający Holender – 20. miejsce,